# Честкув-Б
Честкув-Б (пол. Czestków B) — село в Польщі, у гміні Бучек Ласького повіту Лодзинського воєводства.
Населення — 349 осіб (2011).
У 1975-1998 роках село належало до Серадзького воєводства.

## Демографія
Демографічна структура станом на 31 березня 2011 року:
|          | Загалом | Допрацездатний вік | Працездатний вік | Постпрацездатний вік |
| -------- | ------- | ------------------ | ---------------- | -------------------- |
| Чоловіки | 172     | 41                 | 113              | 18                   |
| Жінки    | 177     | 29                 | 117              | 31                   |
| Разом    | 349     | 70                 | 230              | 49                   |